# Николаи, Отто
Карл Отто Эренфрид Николаи (нем. Carl Otto Ehrenfried Nicolai, 9 июня 1810, Кёнигсберг — 11 мая 1849, Берлин) — немецкий композитор и дирижёр, наиболее известный своей комической оперой «Виндзорские проказницы» по одноимённой комедии Шекспира. Сооснователь и первый дирижёр Венского филармонического оркестра.

## Биография
Отто Николаи родился в семье кёнигсбергского музыканта и после получения начального музыкального образования от отца был отправлен в 1827 году для продолжения обучения в Берлин, где обучался до 1830 в Берлинской певческой академии у Карла Фридриха Цельтера и Бернгарда Клейна, а затем начал работать в ней, но в 1833 был направлен органистом в часовню прусского посольства в Риме, где стажировался у Джузеппе Баини и подпал под музыкальное влияние современных ему композиторов, а также Палестрины.
В июне 1837 Николаи переехал в Вену, где стал помощником Конрадина Крейцера, капельмейстера театра у Каринтийских ворот, однако в следующем году возвратился в Рим, посвятив себя сочинению опер.
Из опер итальянского периода наибольший успех имел «Храмовник» (по роману В. Скотта «Айвенго»), после премьеры в 1840 шедший во многих театрах разных стран в течение десяти лет. Но уже через год опера «Ссыльный» привела к главной драме в жизни композитора. Её провал закончил итальянскую карьеру Николаи и привёл к разрыву с его невестой, итальянской певицей Эрминией Фреццолини, которая была освистана (и Николаи был убеждён, что она плохо пела только назло ему). 
В 1841 Николаи был приглашён на пост руководителя Придворной оперы в Вене, организовав для проведения симфонических концертов в следующем году из числа её работников Венский филармонический оркестр.
В 1844 году после ухода Феликса Мендельсона с должности капельмейстера Берлинского кафедрального собора Николаи был приглашён на этот пост, однако окончательно переехал в Берлин только спустя четыре года.
Весной 1849 года, через два месяца после премьеры своей первой оперы на немецком языке — «Виндзорских проказниц», Николаи был назначен руководителем Берлинской оперы, а ещё через два дня избран членом Прусской королевской академии искусств, однако в тот же день скоропостижно скончался от инсульта.
В своём творчестве Николаи использовал достижения современной ему итальянской музыки, работая в основном в русле немецкой романтической традиции.

### Конфликт с Верди
Провальная опера Николаи, «Ссыльный» (1841), привела его к конфликту с молодым Джузеппе Верди, в котором немецкий композитор видел своего основного конкурента. Либретто этой оперы было предложено Верди, а Николаи взялся за него после отказа соперника. В то же время Николаи отказался писать оперу по либретто «Навуходоносор» / «Набукко», и это либретто отдали Верди. «Навуходоносор» стал первым большим успехом Верди, причём Фреццолини (бывшая невеста Николаи) пела заглавные партии в нескольких следующих операх Верди. В 1844 году Николаи писал в своём дневнике: «Посмотрите, как низко пала Италия в последние пять лет. Человек, который пишет её оперы сегодня, — это Верди. Они просто ужасны. …Оркестровку он делает как дурак — технически он даже не профессионал, — и он должен иметь сердце осла, и, по-моему, он жалкий, презренный композитор».

## Список произведений

### Оперы
- «Брошенная дочь» (итал. La figlia abbandonata, не завершена, 1837, Милан)
- «Генрих II», впервые поставлена как «Розамунда Английская» (итал. Enrico secondo, итал. Rosmonda d'Inghilterra, 1839, Триест)
- «Храмовник[нем.]» (итал. Il Templario, 1840, Турин)
- «Гильдипп и Одоард» (итал. Gildippe ed Odoardo, 1840, Генуя)
- «Ссыльный» (итал. Il Proscritto, 1841, Милан)
  - «Возвращение ссыльного[нем.]» (немецкая версия предыдущей, нем. Die Heimkehr des Verbannten, либретто Зигфрида Каппера, 1844, Вена)
- «Виндзорские проказницы» (нем. Die lustigen Weiber von Windsor, 9 марта 1849, Берлин)

### Другие произведения
- Симфония ре мажор (1831)
- Рождественская увертюра для симфонического оркестра на тему хорала «Vom Himmel hoch»
- Увертюра для симфонического оркестра и хора на тему хорала «Ein Feste Burg» к 300-летию Кёнигсбергского университета (1843)
- Месса в тональностях ре (1835)
- Псалмы для хора соло
- Песни

## Внешние ссылки
- Николаи, Отто: ноты произведений на International Music Score Library Project
- Биография на сайте MusicWeb International Архивная копия от 29 сентября 2007 на Wayback Machine